# Croix-Rousse
Croix-Rousse – stacja metra w Lyonie, na linii C. Stacja została otwarta 8 grudnia 1984.